# Закон про трастову угоду
Закон про трастову угоду, 1939 (США) (англ. Trust Indenture Act 1939) — закон, прийнятий Конгресом США на додаток до Закону про цінні папери 1933 та Закону про торгівлю цінними паперами 1934, що стосується торгівлі борговими цінними паперами.
Згідно з положеннями закону такі цінні папери реєструвалися Комісією з торгівлі цінними паперами США, але їх продаж став можливим, тільки якщо компанія, що випустила папери, давала їх поточному власнику свою згоду на вчинення угоди. Згода на здійснення угоди мала відповідати вимогам, викладеним у цьому законі.